# Bunicranaus
Bunicranaus is een geslacht van hooiwagens uit de familie Cranaidae.
De wetenschappelijke naam Bunicranaus is voor het eerst geldig gepubliceerd door Roewer in 1913. 

## Soorten
Bunicranaus is monotypisch en omvat slechts de volgende soort:
- Bunicranaus simoni